# Bovedy
El 25 de abril de 1969, Bovedy, un meteorito, cayó en el área de Bovedy, Irlanda del Norte. Después de entrar en la atmósfera sobre el Canal de Brístol, cruzando Gales y el mar de Irlanda, aterrizó cerca de Limavady.
El meteorito fue encontrado tres días después roto en dos pedazos después de caer por el techo de una tienda en Sprucefield. El segundo fragmento del meteorito fue descubierto en la granja de S. Gilmore en Bovedy.

## Composición y clasificación
El meteorito parecía ser marrón y negro, pero el interior mostraba cóndrulos grises con motas de metal dentro del meteorito. Antes de separarse en el impacto, el primer fragmento pesaba 513 g y el segundo fragmento pesaba 4950 g.
Bovedy es una condrita ordinaria del grupo L, y pertenece al tipo petrológico 3.